# Jan Roubík
Jan Roubík (17. září 1914 Plzeň – 5. ledna 1983 Londýn) byl český palubní střelec 311. československé bombardovací perutě a politický vězeň komunistického režimu v Československu.

## Život

### Před druhou světovou válkou
Jan Roubík se narodil 17. září 1914 v Plzni v rodině Marty a Maxe Roubíkových. Vychodil pět ročníků obecné školy a vystudoval osmileté gymnázium. Započal se studiem práv, která ale nedokončil.

### Druhá světová válka
Po německé okupaci opustil Jan Roubík na podzim 1939 společně ilegálně Protektorát Čechy a Morava a přes Slovensko, Maďarsko a Jugoslávii odešel do Palestiny, kde v Tel Avivu 30. dubna 1942 vstoupil do řad Československé armády v zahraničí. Sloužil u československých protiletadlových praporů, dne 28. října 1942 byl přeložen k letectvu, přesunut do Spojeného království, dne 2. ledna 1943 přijat do Royal Air Force a zařazen do výcviku na palubního střelce. V roce 1943 se oženil se žateckou rodačkou Eleonorou Abelesovou, manželům se v prosinci téhož roku narodila dcera Helena. Výcvik ukončil 2. dubna 1944 a 10. května téhož roku byl přičleněn k 311. československé bombardovací peruti. Jako její příslušník se účastnil protiponorkových a protilodních hlídkových letů na oceánem a to až do konce druhé světové války.

### Po druhé světové válce
Jan Roubík se po skončení druhé světové války vrátil i s rodinou do Československa, kde byl 20. září 1945 demobilizován a propuštěn z armády. Dne 27. 12. 1949 byl komunistickou mocí zatčen a deset let vězněn v uranových dolech v Jáchymově. Zemřel 5. ledna 1983 v Londýně.

## Vyznamenání
- Československý válečný kříž 1939
- 1946 Československá medaile za zásluhy I. stupně